# Кобяково (Можайский район)
Кобяково — деревня в Можайском районе Московской области в составе Юрловского сельского поселения. Численность постоянного населения по Всероссийской переписи 2010 года — 11 человек. До 2006 года Кобяково входило в состав Юрловского сельского округа.
Деревня расположена в южной части района, на левом берегу реки Протва, примерно в 20 км к юго-западу от Можайска, высота центра над уровнем моря 195 м. Ближайшие населённые пункты — Бартеньево на западе, Жизлово на юге и Сокольниково на юго-востоке.